# Ringerike
Ringerike is een gemeente in de Noorse provincie Buskerud. De stad Hønefoss is het bestuurlijke centrum. De gemeente telde 30.034 inwoners in januari 2017. 
In de omgeving van Ringerike zijn veel archeologische opgravingen gedaan. De oudste dateren uit de Middeleeuwen. Het Hringariki Kulturminnepark is een cultuurhistorisch park in Ringerike.
Ringerike is een zustergemeente van de Nederlandse gemeente Noordoostpolder. 
Ringerike grenst in het noorden aan Sør-Aurdal en Søndre Land, in het oosten aan Gran, Jevnaker, Lunner en Oslo, in het zuiden aan Bærum, Hole en Modum en in het westen aan Krødsherad en Flå.

## Plaatsen in de gemeente
- Gamleveien
- Vang
- Tyristrand
- Sokna
- Hallingby
- Norderhov
- Hønefoss
- Nakkerud

## Geboren in Ringerike
- Tora Berger (1981), biatlete
- Vetle Sjåstad Christiansen (1992), biatleet

Ål · Drammen · Flå · Flesberg · Gol · Hemsedal · Hol · Hole · Kongsberg · Krødsherad · Lier · Modum · Nesbyen · Nore og Uvdal · Øvre Eiker · Ringerike · Rollag · Sigdal

Voormalige gemeente: Hurum · Nedre Eiker · Røyken